# Geldersatz
Geldersatz oder Geldersatzzeichen war eine Geldbezeichnung und stand auf vielen deutschen und österreichischen Städte- und Gebietskörperschaftsnotgeldscheinen und -münzen aus der Zeit von etwa 1916 bis 1923. Dieses Geld wurde meist kommunal gedruckt und hatte innerhalb eines begrenzten Gebietes und einer bestimmten Zeitperiode Gültigkeit und wurde von den Reichsfinanzbehörden toleriert. Es sollte Kleinzahlungen im Detailhandel ermöglichen, da das staatliche Münzgeld nicht in ausreichender Menge vorhanden war, da es entweder privat gehortet wurde oder vom Staat als Rohstoffquelle (Kupfer, Nickel) für Kriegszwecke eingezogen wurde und die billigeren Eisen-, Zink- oder Aluminiummünzen nicht ausreichend verfügbar waren.